# 서천초등학교 방성분교
서천초등학교 방성분교는 대한민국 강원특별자치도 춘천시 남산면 방하리 46에 있었던 공립 초등학교이다.

## 연혁
- 1950. 4. 6 서천국민학교 방성분교장 설립
- 1953. 6. 30 방성국민학교로 승격
- 1983. 3. 1 서천국민학교 방성분교로 격하
- 2000. 9. 1 폐교 (서천초등학교로 통합)